# كريستيان همر
كريستيان همر (بالنرويجية: Kristian Hammer)‏ (و. 1976  م) هو متزحلق نوردي مزدوج نرويجي، ولد في نارفيك، شارك في الألعاب الأولمبية الشتوية 2006، والألعاب الأولمبية الشتوية 1998، والألعاب الأولمبية الشتوية 2002.

## روابط خارجية
- كريستيان همر على موقع IMDb (الإنجليزية)
- كريستيان همر على موقع الاتحاد الدولي للتزلج (التزلج النوردي المزدوج) (الإنجليزية)
- كريستيان همر على موقع أوليمبيديا (الإنجليزية)